# Glycymeris imperialis
Glycymeris imperialis is een tweekleppigensoort uit de familie van de Glycymerididae. De wetenschappelijke naam van de soort is voor het eerst geldig gepubliceerd in 1934 door Kuroda.